# Universidad de Tréveris
La Universidad de Tréveris es una institución pública alemana refundada el 15 de octubre de 1970 tras una interrupción de 172 años. Hoy en día estudian en ella más de 14.800 estudiantes en seis facultades.

## Historia

### Primera fundación

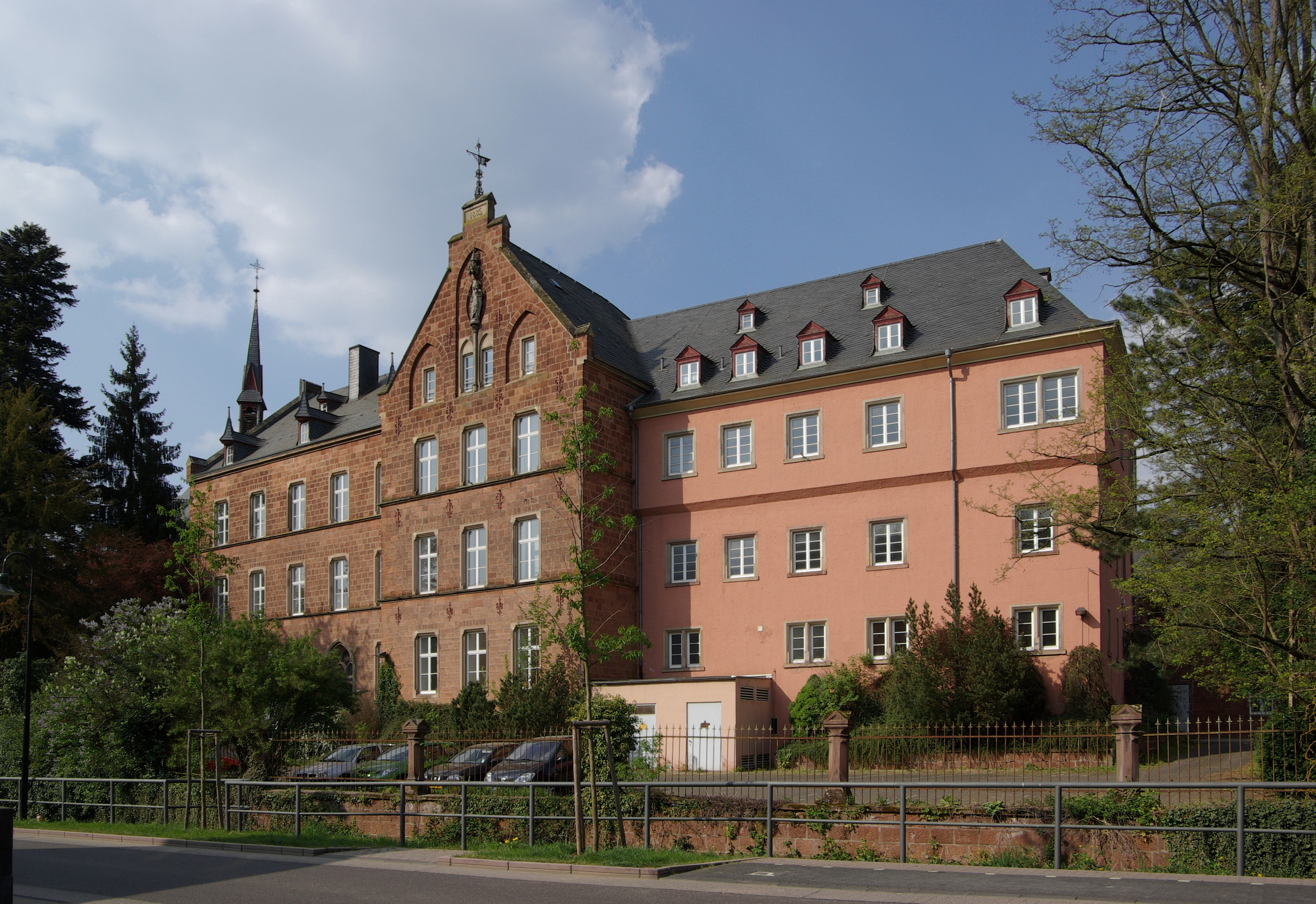
monasterio Olewig

El 2 de febrero de 1455 el papa Nicolás V permitió al arzobispo de Tréveris, Jacobo I de Sierck, la fundación de una universidad. Sin embargo el proyecto no se pudo llevar a cabo por motivos económicos. Luego, tras largas negociaciones, la ciudad de Tréveris compró en 1472 por 2000 florines de oro las actas fundacionales e inauguró la universidad el 16 de marzo de 1473. Al principio se impartían clases de teología y filosofía así como de medicina y derecho, principalmente por parte de sacerdotes y profesores a tiempo parcial. La institución tuvo éxito, pero para su mantenimiento fue necesario invertir 10% del presupuesto municipal. Estos gastos obligaron al ahorro, sobre todo en lo que respecta a los salarios de los profesores.
Desde sus comienzos la universidad sufrió inmensas dificultades financieras a causa del fuerte descenso de la población de Tréveris (de unos 10000 en el año 1363 hasta 8500 en el año 1542), la posición apartada de la ciudad y las epidemias de peste. Cuando murió el decano Ambrosius Pelarus en el año 1554 su cargo quedó vacante, ya que no había otros profesores universitarios en ese momento. En el año 1560 la orden de los jesuitas aceptó la oferta del príncipe elector Johann VI von der Leyen y tomó la dirección. Los jesuitas refundaron las facultades de Teología y Filosofía pero dejaron de lado las demás especialidades. En el año 1667 fracasó una reforma secular de la Facultad de Derecho; por falta de dinero no era posible contratar profesores de manera fija. La población llegó a su nivel más bajo y con ello también las posibilidades económicas de la ciudad y del obispado. Hasta el año 1722 no se logró una reforma radical de las asignaturas laicas. El príncipe elector Francisco Luis del Palatinado-Neuburg garantizó por primera vez el pago de un sueldo a los profesores por parte del Estado. Así pudieron ser contratados muchos conocidos científicos como Friedrich Spee von Langenfeld y Johann Nikolaus von Hontheim.
En la segunda mitad del siglo XVIII los reproches contra los jesuitas crecían cada día más; se les acusaba sobre todo de conspiraciones con el fin de aumentar su poder. En 1764 se abrió en Tréveris una segunda facultad de Teología independiente de la orden religiosa, que fue dirigida por una pequeña comunidad de benedictinos. En las otras facultades también se implantaron especialidades ajenas a la orden, sin que esto pudiera a pesar de todo poner freno a la decadencia interna ni externa.
En 1773 la Compañía de Jesús fue suprimida por el Papa. La facultad jesuita de Teología y Filosofía fue disuelta aunque siguió existiendo después como Seminarium Clementinum durante algunos años más. La actividad docente pasó a la facultad benedictina. En 1794 Tréveris fue ocupado por las tropas francesas. El 6 de abril de 1798 la administración francesa cerró la universidad de Tréveris así como las de Colonia, Maguncia y Bonn por la “falta de fiabilidad política“ del cuerpo docente .

### Refundación
En 1969 el gobierno de Renania-Palatinado decidió fundar una segunda universidad además de la de Maguncia. Ya un mes después de la decisión Tréveris y Kasiserslautern habían sido elegidas como sedes. En 1970 se fundó la universidad de Tréveris-Kaiserslautern. Mientras Kaiserslautern se especializó en las ciencias naturales, en Tréveris se creó una facultad de humanidades. Como la construcción de las nuevas instalaciones de la universidad en Tarforst no habían terminado, las clases tuvieron lugar al otro lado del Río Mosela, en las salas de la antigua Escuela de Magisterio.
Como estaba previsto desde el principio, los dos universidades se independizaron en 1975, pero la división entre carreras técnicas en Kaiserslautern y de humanidades en Tréveris se mantuvo en un principio. En 1977 fueron terminados los primeros edificios en el campus de Tarforst. El comedor universitario se instaló provisionalmente en un almacén de la biblioteca.
En varias fases, desde 1981, se fueron construyendo el resto de los edificios. Desde 1988 la Universidad dispone del “Audimax”, un gran salón de actos, y de un comedor universitario propio. Al mismo tiempo se construyó la primera residencia estudiantil cerca de Tarforst.

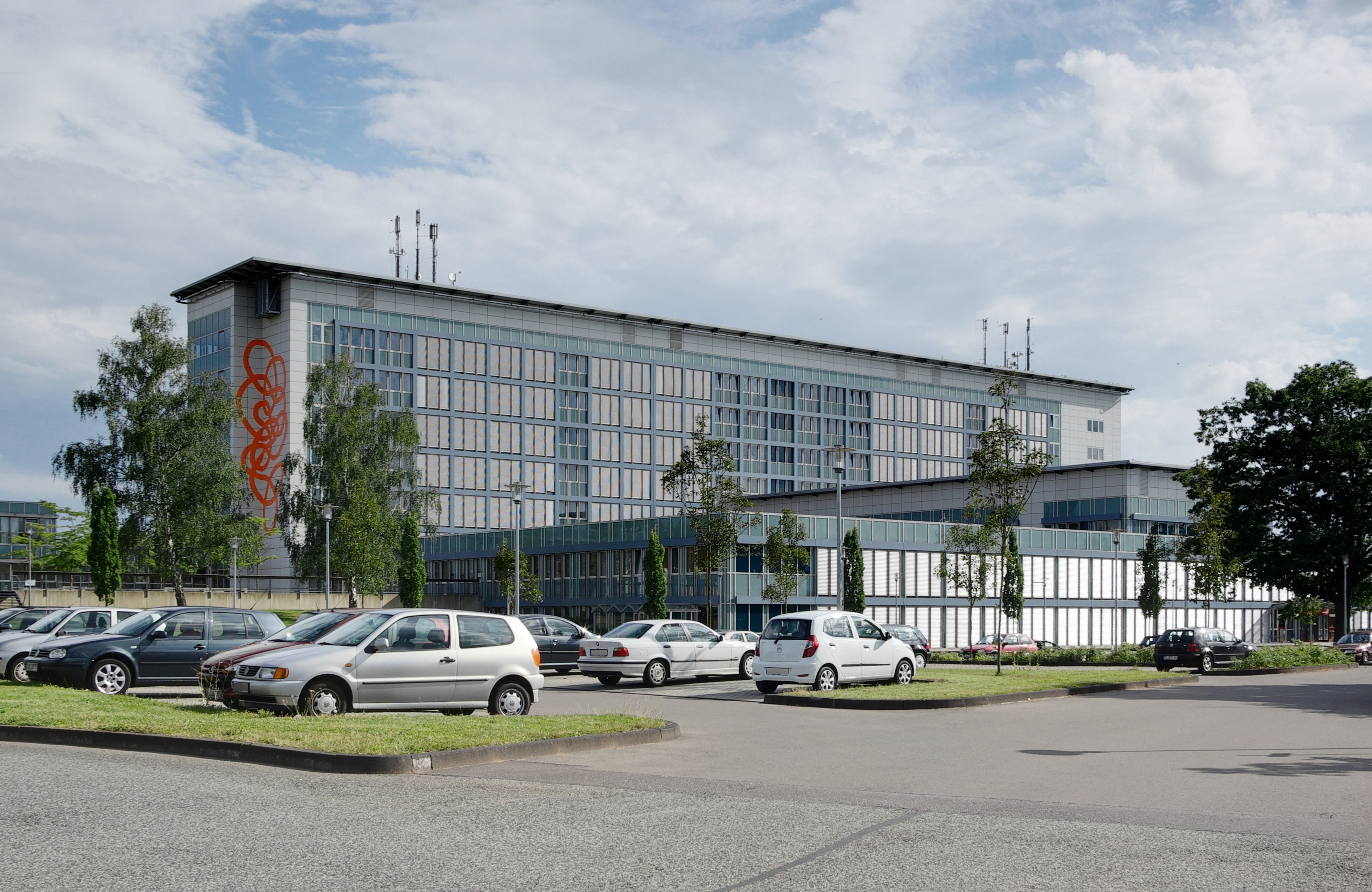
Universidad de Trier, Campus 2

A mediados de los años 90, después de la retirada del ejército francés, comenzó el desarrollo del Campus II (situación). En 1992 se alquiló el antiguo hospital militar André Genet, que está situado a casi un kilómetro del campus central, siendo utilizado al principio como residencia estudiantil. Después de la finalización parcial de una costosa rehabilitación (hasta mediados del año 2007) y de la construcción de la residencia “Petrisberg”, situada justo al lado, es utilizado ahora por las facultades de Geografía, Informática, Informática aplicada a la economía, el Instituto para el derecho medioambiental y técnico (IUTR) y el Instituto para el derecho y las relaciones laborales en la UE (IAAEG).
Después del traslado de estas facultades al Campus II, los servicios administrativos de la universidad, que se encontraban hasta entonces en un antiguo convento cercano a la universidad, regresaron de nuevo al campus central.
Grupos estudiantiles de izquierda trataron de cambiar varias veces el nombre de la Universidad de Tréveris por el de “Karl-Marx-Universität”, en referencia a Karl Marx, oriundo de Tréveris. La petición no fue aceptada por el senado de la universidad. A pesar de ello estos grupos estudiantiles han utilizado también en contextos oficiales el nombre propuesto por ellos. Si por ejemplo los grupos estudiantiles de izquierdas tienen la mayoría en la Asamblea general de estudiantes (AStA), lo que sucede en la mayoría de los años, la universidad es denominada  “Karl-Marx-Universität” (en vez de “Universität Trier”) en los documentos de la AStA. Además la AStA utiliza un logo con un retrato de Karl Marx, de diseño propio, en los membretes o en su página web, por ejemplo. En ocasiones de relevancia mediática la AStA renuncia muchas veces a la utilización de este logo para no comprometer la seriedad de estas ocasiones. La rama más izquierdista de la AStA serigrafía y vende habitualmente camisetas con el nombre modificado y el logo extraoficial.

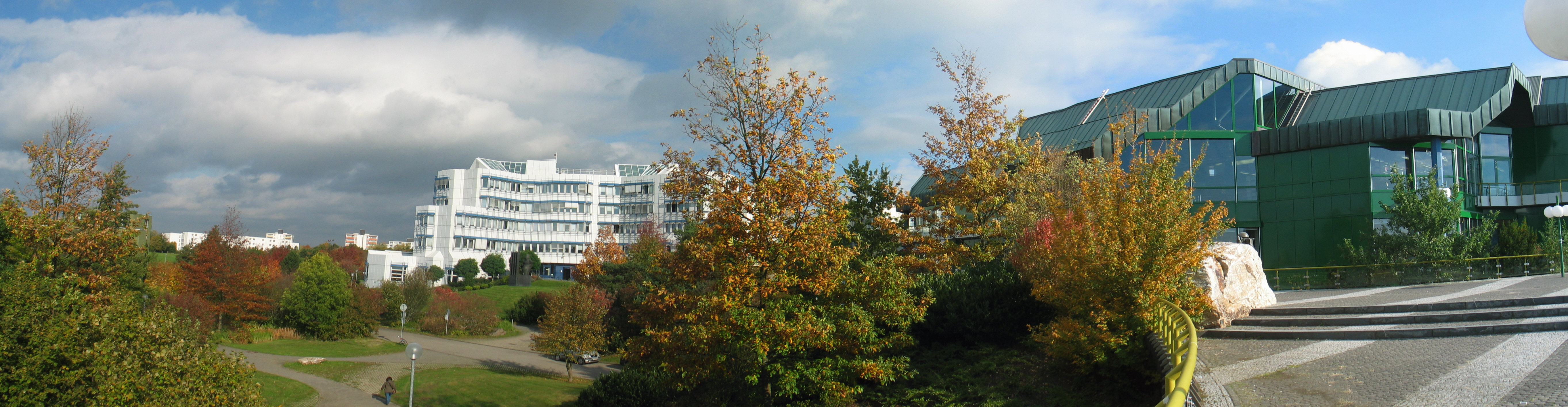
Universidad de Trier, Campus 1 (Vista panorámica del Norte)

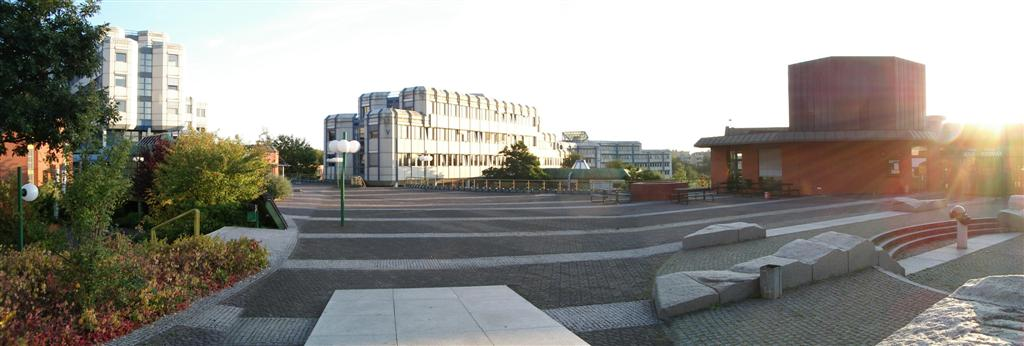
Universidad de Trier, Campus 1 (Vista panorámica del Sur)

### Sello
El sello de la Universidad de Trier, que data de 1473 y que se usa todavía como logo oficial, porta el lema en latín „Treveris ex urbe Deus complet dona sophiae“.
Muestra al apóstol Pablo, el patrón de muchas universidades, entre los profesores de la iglesia Ambrosio y Agustín. Debajo de ellos figura en una banda „S. almi studii treverensis“. A la izquierda y a la derecha aparecen los blasones de la ciudad de Tréveris y del arzobispo Johann II. von Baden, que era en el momento de la fundación el príncipe elector de Tréveris. Poco después del fin de siglo XX la universidad encargó un nuevo logo que consiste en dos franjas azules verticales y que se emplea muchas veces junto con el sello.
El sello original, que fue instituido por el rector Johannes Leyendecker tenía el epígrafe:
Deus:.: cómplet: dona: sophi(a)e:.: Treveris:.: ep(iscopo et): urbe:

### Proceso de Bolonia
La adaptación de las carreras ofrecidas en la Universidad de Tréveris en el marco del proceso de Bolonia se llevó a cabo en el año 2007. La primera en pasar al título internacional de grado fue la facultad IV, es decir que las carreras de económicas y empresariales.
En los años siguientes se fueron adaptando otras carreras a las directivas europeas. En mayo de 2010 un estudiante obtuvo por vez primera el título de grado en la Universidad de Tréveris.  En invierno del año 2010 arrancaron los primeros estudios de posgrado en la universidad.

## Situación y vida estudiantil

### Situación
La universidad está situada en una meseta, aproximadamente 150 metros por encima del centro de la ciudad, entre los barrios de Kürenz, Tarforst y Olewig. El campus de la universidad posee extensos parques con paseos, estanques y esculturas. La universidad se encuentra en las cercanías de los terrenos de la Feria regional de jardinería, que se celebró en Tréveris en 2004.

### Arquitectura

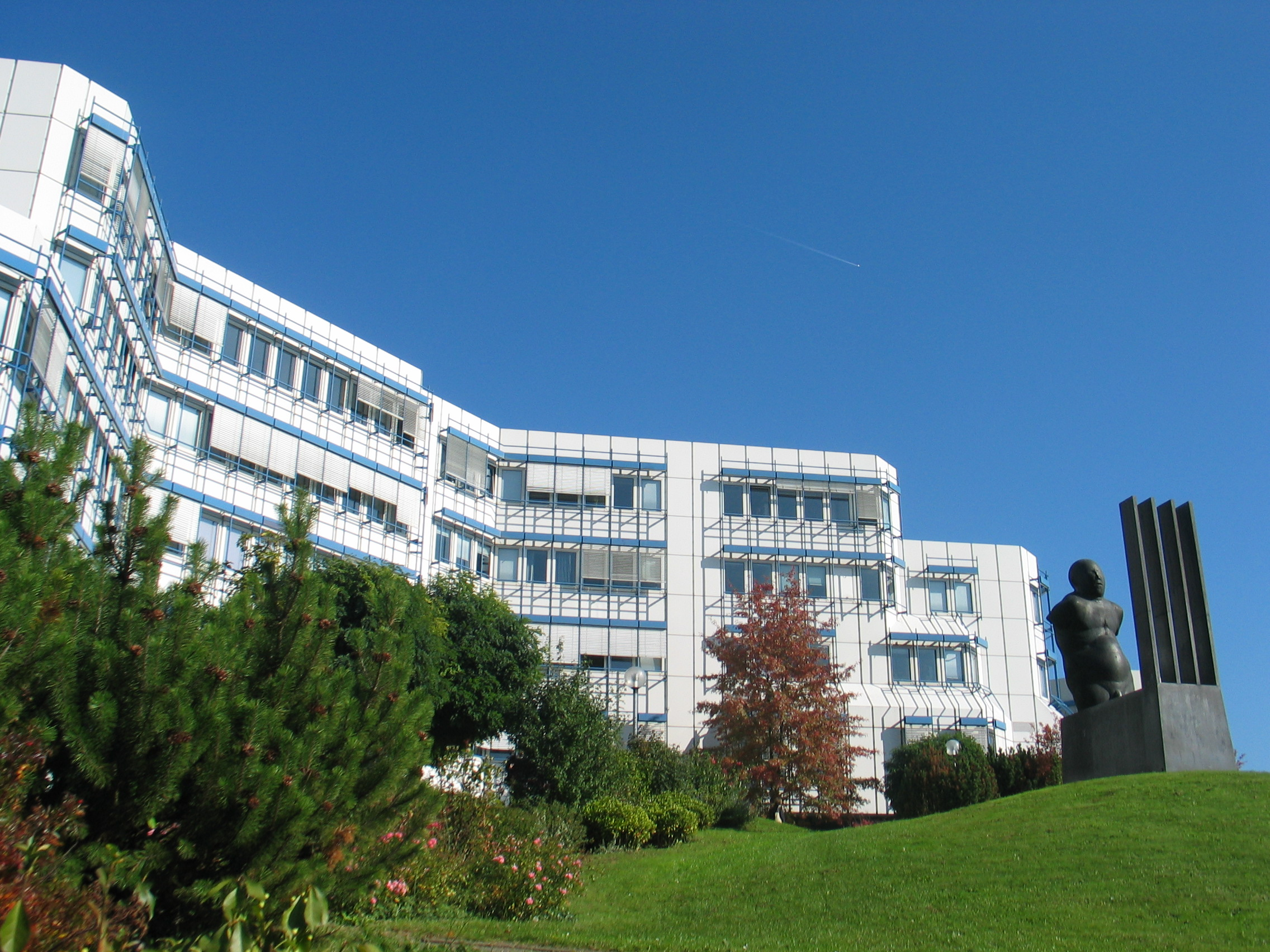
Torso frente a una retícula

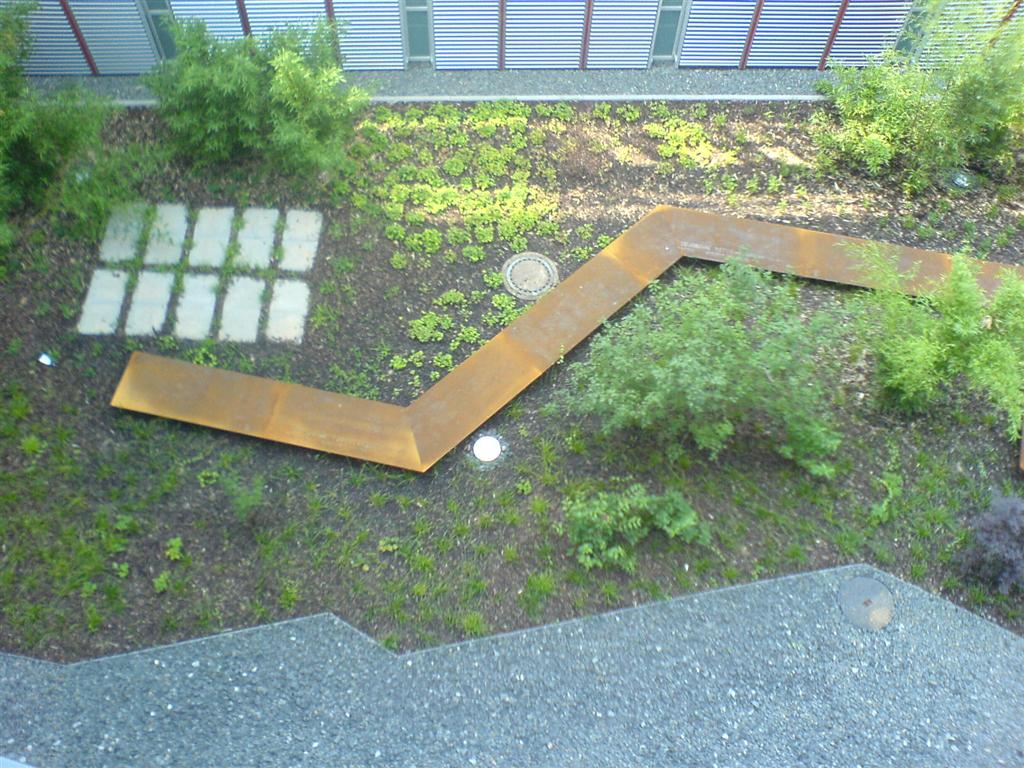
Patio interior del Geocentro de la Universidad Trier (Campus II)

La arquitectura de la universidad es moderna. El centro del Campus I lo constituye el foro, situado entre el comedor universitario y el salón de actos, el edificio principal de la biblioteca y el edificio C (Derecho y Ciencias Sociales y Económicas).
Las fachadas del edificio principal (A/B) y de la biblioteca fueron rehabilitadas durante varios años. La extensa fachada de cristal de la biblioteca hace posible un contacto visual entre el foro y la sala de lectura y ofrece al visitante amplias vistas sobre el Campus II. La biblioteca está unida a los otros edificios por medio de pasarelas acristaladas cubiertas, de manera que se puede acceder a la biblioteca desde casi todos los edificios.

#### Obras de arte
En el campus de la universidad se encuentran integradas varias esculturas:
- Signal (señal) de Manfred Freitag (1977)
- Torso vor Raster (torso delante de retícula) de Waldemar Otto (1987)
- Mutant (mutante) de Johannes Metten (1991)
- Paar (pareja) de Michael Schoenholz (1991)
- Vordenkersäule (pilar de precursor) de Eberhard Linke (1991)
- Zeichen in der Landschaft (signos en el paisaje) de Christoph Mancke (1991)
- Kringel (garabato) de Christiane Schlosser (2007)

### Instalaciones
La administración de la universidad se encuentra en el campus I (edificio V). Ahí encontramos, entre otras cosas, la secretaría para los estudiantes, la oficina de relaciones internacionales y la oficina de becas y ayudas al estudio. La universidad dispone de una guardería infantil. Además en el campus de la universidad hay varios grandes aparcamientos, un pabellón deportivo con pistas de tenis y baloncesto y caminos para correr, así como un edificio reservado para actividades estudiantiles. En los antiguos terrenos de la feria regional de jardinería se han construido un nuevo campo de fútbol de tierra batida y varias pistas de voleibol de playa.

### Relaciones internacionales
La Universidad de Tréveris tiene numerosos programas de intercambio con universidades extranjeras. Especialmente intensivos son los intercambios con las universidades europeas. Las universidades hermanadas son entre otras el Jesus College (Oxford) en Gran Bretaña y la Universidad Silesia de Kattowitz. Otras se encuentran entre otros en Bélgica (Namur, Lieja), Francia (París, Lyon, Burdeos, Nancy), Gran Bretaña (Aberdeen, Lancaster), Italia (Florencia, Bolonia), Letonia (Riga), Países Bajos (Maastricht), Portugal (Lisboa), Suecia (Estocolmo, Karlstad, Lund, Sundsvall), España (Madrid, Valencia), Grecia (Salónica) y Turquía (Estambul).
Así mismo las relaciones con universidades no europeas son numerosas. Existen programas de intercambio y becas con la Universidad Clark (Worcester, Massachusetts), con la Universidad Hamline (Saint Paul, Minnesota) así como con la Universidad de Georgetown (Washington D. C.) en los EE. UU. Además la Universidad de Tréveris tiene contactos con los EE. UU. en los estados de Massachusetts, Carolina del Norte, Oregón, Carolina del Sur, Texas, Washington D. C. , así como con Canadá (Manitoba) y México (Guanajuato, Monterrey). También tiene contactos con Brasil (Recife) y Argentina, en América del Sur.
A causa de la gran importancia que tienen los estudios sobre el Lejano Oriente en la universidad, las relaciones con numerosas universidades asiáticas son intensas, sobre todo con China (Xiamen), Japón y Corea.
Aparte de esto existen programas de intercambio por ejemplo con Palestina (Nablus) o Australia.

### Residencias de estudiantes

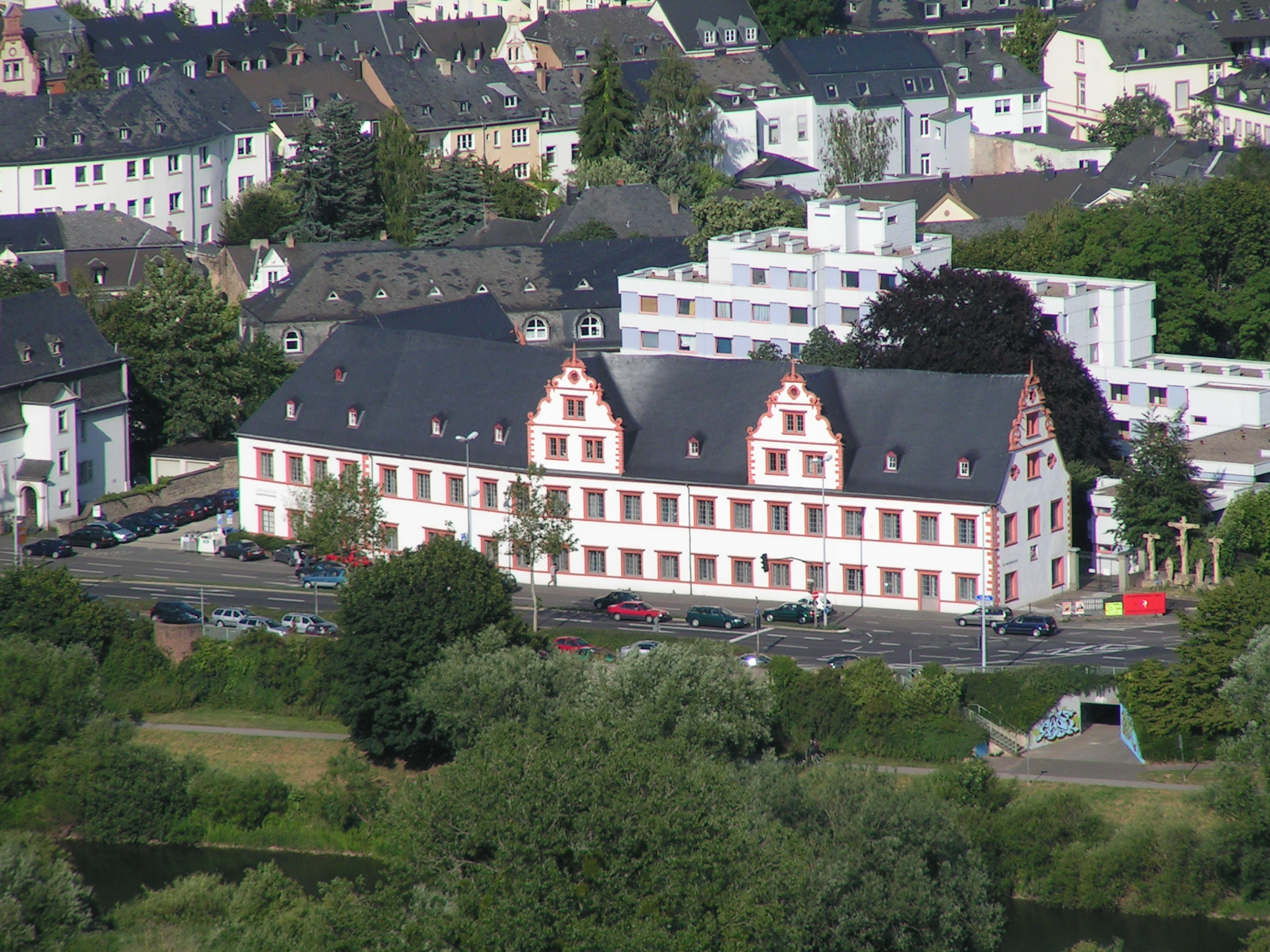
Edificio Habitación de Estudiantes Monasterio Martín

La universidad tiene varias residencias con un total de aproximadamente 1500 plazas. Son administradas por el Studentenwerk (institución universitaria para la asistencia social de los estudiantes) de Tréveris. En el campus o cerca de la universidad se encuentran cuatro residencias (Tarforst, Petrisberg, Kleeburger Weg y Olewig). Fuera del campus se halla la residencia Martinskloster, a orillas del Mosela, en la que principalmente viven estudiantes de la Universidad Politécnica.

### Medios de transporte
La universidad y los barrios altos están conectados con el centro por tres arterias de tráfico. Por un lado en el sur, a lo largo del barrio de Olewig, en dirección a las Termas Imperiales (Kaiserthermen) y la Südallee, por otro lado en el norte por el Avelertal y Alt-Kürenz, en dirección a la estación de trenes y la Porta Nigra, además de por el monte Petrisberg. Durante el día, los autobuses circulan por dos de estos trazados con una frecuencia de pocos minutos, y cada media hora por el Petrisberg. De este manera se puede llegar a la parada "Universidad" desde la Porta Nigra (o viceversa) en quince minutos. La duración del desplazamiento puede superar sin embargo los 30 minutos durante las horas puntas contando el tiempo de espera y el trayecto. Las tasas semestrales (actualmente 204 €) incluyen el Semesterticket (abono semestral). Con el carné de estudiante (TUNIKA) los estudiantes pueden utilizar los medios de transporte colectivos de la región de Tréveris,  salvo contadas excepciones, así como los trenes de cercanías hasta Saarbrücken, hasta la frontera con Luxemburgo (Igel), hasta Coblenza y hasta la frontera con Renania del Norte-Westfalia (Jünkerath), sin pago suplementario. Desde años la AStA (la Asamblea de estudiantes), principalmente, exige un servicio nocturno de autobús entre la universidad y el centro más allá de la medianoche.

## Organización

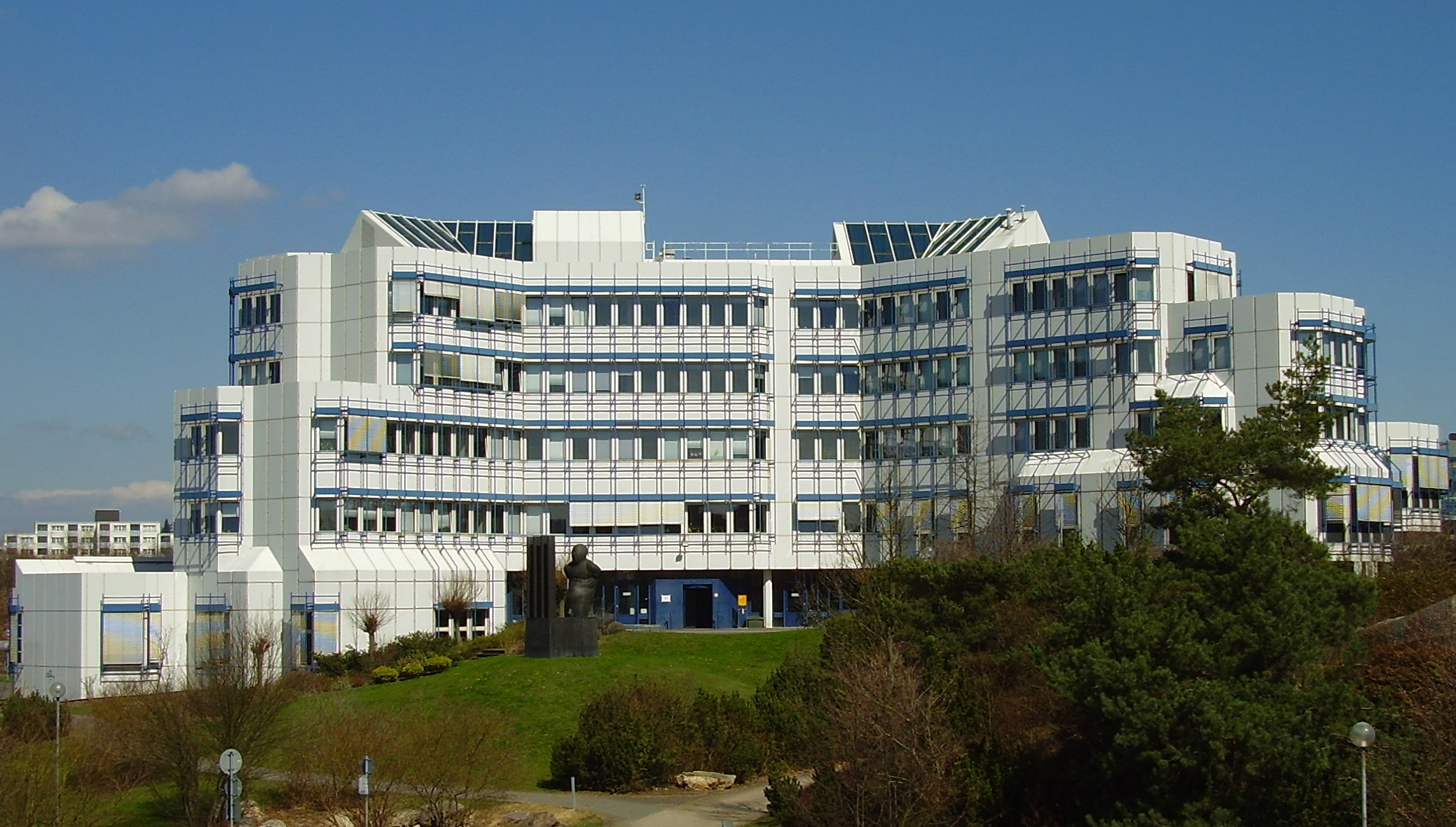
Edificio de Facultad D (Psicología)

### Facultades
La universidad consta de seis facultades, cada una de ellas dirigida por un decano. La numeración sigue el orden de creación:
- Fac. I: Pedagogía, Filosofía, Psicología (2322 estudiantes, 15,9 %)
- Fac. II: Filología, Periodismo, Lingüística computacional (3573 estudiantes, 24,5 %)
- Fac. III: Egiptología, Historia, Arqueología Clásica, Historia del arte, Papirología, Ciencias Políticas (1842 estudiantes, 12,6 %)
- Fac. IV: Ciencias Económicas y Sociales, Matemáticas, Informática, Informática aplicada a la economía (3179 estudiantes, 21 % )
- Fac. V: Derecho (1498 estudiantes, 10 %)
- Fac. VI: Geografía, Geología (1662 estudiantes, 11,4 %)

### Facultad de Teología
La Facultad de Teología es un centro de enseñanza independiente perteneciente al obispado de Tréveris. Su director, el “Magnus Cancellarius”, es el obispo de Tréveris. Al principio, la facultad formó parte de la universidad y fue disuelta junto con la universidad en 1798, y constituida de nuevo en 1950. Desde la refundación de la universidad existe un acuerdo de cooperación entre el obispado y el Land de Renania-Palatinado, que permite la asistencia a los cursos de ambas instituciones sin segunda matrícula. Los estudiantes de la facultad pueden usar todas las instalaciones de la universidad, como por ejemplo el centro de informática o la biblioteca.
Desde 1992 la facultad, con sus aproximadamente 300 estudiantes, ocupa parte del edificio E del Campus I, pero todavía se dan clases en sus antiguos edificios en el centro de la ciudad.

### Biblioteca universitaria
Al contrario de muchas otras universidades, los fondos de libros en la Universidad de Tréveris no se encuentran en bibliotecas en las facultades sino en una institución central, la Biblioteca Universitaria de Tréveris. El edificio, que consta de tres plantas, está conectado con las salas de lectura, que se encuentran en los otros edificios del Campus I, por pasarelas acristaladas cubiertas. La red de salas fue terminada en 1993. En 2006 se abrió una nueva sala de lectura en el Campus II,  que sin embargo no forma parte de esta red de salas. Además existen colecciones especiales que, aunque son gestionadas por la biblioteca universitaria, son en realidad fondos externos pertenecientes a centros de investigación y no pueden ser prestados, como por ejemplo los fondos de la biblioteca del Instituto Arye Maimon y los de la Caspar Olevian, que se encuentran en el edificio denominado Drittmittelgebäude (un edificio universitario que fue construido gracias a recursos de terceros) en el Campus I.
Los fondos se componen principalmente de obras científicas relacionadas con las materias enseñadas en Tréveris. En marzo de 2007 la biblioteca disponía de 1.664.669 fondos, entre estos aproximadamente 1,2 millones de monografías. La mayor parte de los fondos se puede llevar en préstamo. En 2004 la biblioteca estaba todavía abonada a 4.700 revistas. Desde entonces ese número se ha reducido fuertemente por medidas de ahorro. El presupuesto anual se eleva a aproximadamente 1,8 millones euros. Entre 2000 y 2005 el edificio central y una parte de la salas de lectura sufrieron una profunda renovación y tras ella se llevó a cado una redistribución de los fondos. Por momentos grandes áreas de la biblioteca central permanecieron cerradas y se restringió el acceso a las salas exteriores. Después de la renovación los fondos de las materias impartidas en el Campus II fueron trasladados a este.

## Número de estudiantes
El número de estudiantes en la universidad de Tréveris ha ido aumentando lentamente. El temido aumento masivo de las solicitudes de matrícula por la implantación de tasas de matrícula en todos los estados federales vecinos hasta ahora no se ha producido, también gracias a que la universidad ha hecho frente a esto ampliando las limitaciones de plazas (Numerus clausus). Se esperaba un aumento del número de estudiantes después de la adaptación al sistema Bachelor/Master (grado/postgrado) en el semestre de invierno 2007/08 y así sucedió.
En el semestre del invierno 2009/10 el número de estudiantes bajó ligeramente por primera vez. La mayoría de los estudiantes vienen de Renania Palatinado (53,6%) y de los estados federales vecinos, el Sarre (13,4%) y Renania de Westfalia del Norte (11,1,%). De los estados federales del Este vienen al contrario muy poco estudiantes a Tréveris, lo que probablemente se puede achacar al hecho de que allí tampoco haya cobro de matrículas universitarias.
| Semestre   | Estudiantes |
| ---------- | ----------- |
| WS 1970/71 | 356         |
| WS 1978/79 | 3.469       |
| WS 1982/83 | 6.007       |
| WS 1986/87 | 7.316       |
| WS 1990/91 | 9.770       |

| Semestre   | Estudiantes |
| ---------- | ----------- |
| WS 1994/95 | 11.551      |
| WS 1999/00 | 11.046      |
| WS 2001/02 | 11.867      |
| WS 2002/03 | 12.660      |
| WS 2003/04 | 13.082      |

| Semestre   | Estudiantes |
| ---------- | ----------- |
| WS 2004/05 | 13.327      |
| WS 2005/06 | 13.755      |
| WS 2006/07 | 13.932      |
| WS 2007/08 | 13.982      |
| WS 2008/09 | 14.639      |

| Semestre   | Estudiantes |
| ---------- | ----------- |
| WS 2009/10 | 14.612      |

En total 1209 u 8,3 % de todos los estudiantes son de origen extranjero. La Universidad de Tréveris cuenta aproximadamente con 500 estudiantes del vecino Luxemburgo así como aproximadamente 150 estudiantes de la  República Popular China (véase tabla).
Lo que no se puede distinguir estadísticamente es si se trata realmente de extranjeros que han realizado sus estudios y la selectividad en el extranjero o si se trata de estudiantes que han estudiado en Alemania pero tienen pasaporte extranjero.
| Estudiantes extranjeros en la Universidad de Tréveris (WS 2004/05) | Estudiantes extranjeros en la Universidad de Tréveris (WS 2004/05) | Estudiantes extranjeros en la Universidad de Tréveris (WS 2004/05) |
| País                                                               | Número                                                             | Porcentaje                                                         |
| ------------------------------------------------------------------ | ------------------------------------------------------------------ | ------------------------------------------------------------------ |
| Luxemburgo                                                         | 424                                                                | 22,2 %                                                             |
| China                                                              | 290                                                                | 15,2 %                                                             |
| Bulgaria                                                           | 133                                                                | 7,0 %                                                              |
| Polonia                                                            | 86                                                                 | 4,5 %                                                              |
| Rumania                                                            | 70                                                                 | 3,7 %                                                              |
| Turquía                                                            | 56                                                                 | 2,9 %                                                              |
| Francia                                                            | 52                                                                 | 2,7 %                                                              |
| Italia                                                             | 50                                                                 | 2,6 %                                                              |
| Rusia                                                              | 48                                                                 | 2,5 %                                                              |
| Ucrania                                                            | 43                                                                 | 2,3 %                                                              |

| Estudiantes extranjeros en la Universidad de Tréveris (WS 2008/09) | Estudiantes extranjeros en la Universidad de Tréveris (WS 2008/09) | Estudiantes extranjeros en la Universidad de Tréveris (WS 2008/09) |
| País                                                               | Número                                                             | Porcentaje                                                         |
| ------------------------------------------------------------------ | ------------------------------------------------------------------ | ------------------------------------------------------------------ |
| Luxemburgo                                                         | 509                                                                | 28,6 %                                                             |
| China                                                              | 149                                                                | 8,4 %                                                              |
| Bulgaria                                                           | 102                                                                | 5,7 %                                                              |
| Polonia                                                            | 76                                                                 | 4,3 %                                                              |
| Rusia                                                              | 76                                                                 | 4,3 %                                                              |
| Ucrania                                                            | 66                                                                 | 3,7 %                                                              |
| Italia                                                             | 54                                                                 | 3,0 %                                                              |
| Turquía                                                            | 50                                                                 | 2,8 %                                                              |
| Francia                                                            | 47                                                                 | 2,6 %                                                              |
| Rumania                                                            | 39                                                                 | 2,2 %                                                              |

## Finanzas
En 2009 el presupuesto de la Universidad de Tréveris se elevó, según fuentes oficiales, a €102.328.500. El Estado Federal de Renania-Palatinado aportó €85.678.700, los ingresos propios se elevaron a €2.045.800. Las matrículas estudiantiles aportaron €2.000.000. Las subvenciones para I+D fueron de €312.514.000. De estas cifras resulta una financiación de apenas €7000 por estudiante por año.